# Йорданська кухня

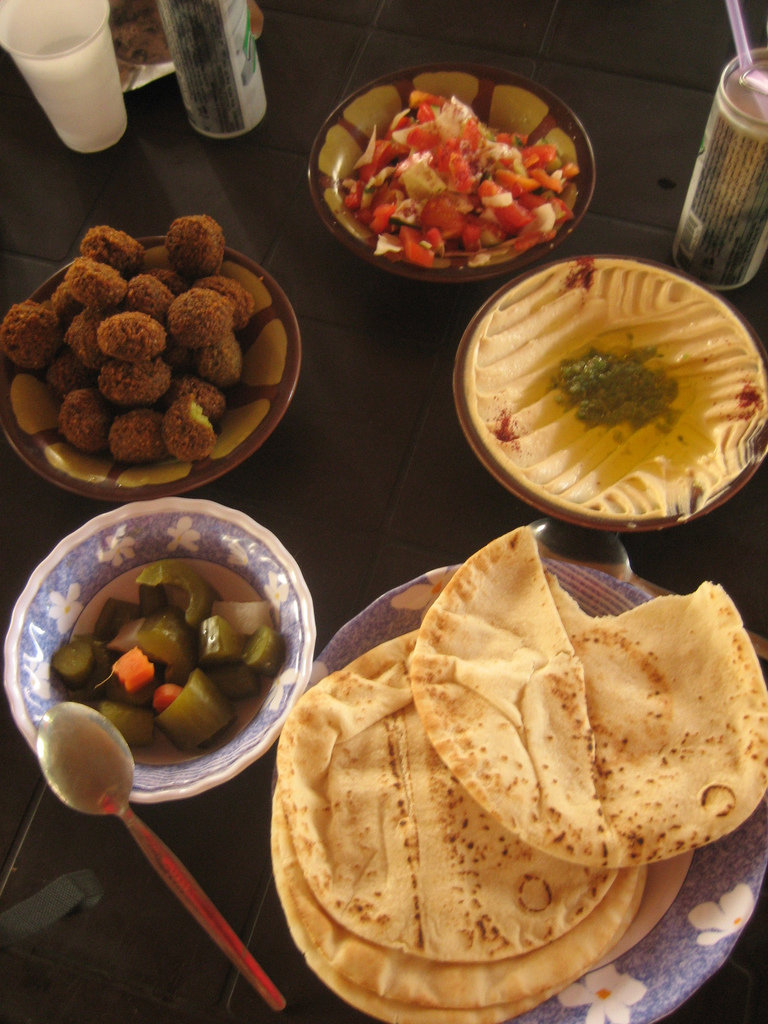
Типовий йорданський сніданок: хумус, фалафель, салат, солоні огірки та хубз (піта)

Йорданська кухня — левантійська кухня, яка з часом розвинулася в Йорданії. Фаршировані овочі поширені, для їх приготування використовується багато різних технік. Важливим компонентом йорданської кухні є м'ясо, найчастіше баранина, яловичина та курка, а також козятина та верблюжатина. Рис часто подається як гарнір, але є також страви з рису в одному горщику, наприклад маклюбе.
Будучи одним із найбільших виробників оливок у світі, оливкова олія є основною кулінарною олією в Йорданії. Трави, часник, цибуля, томатний соус і лимон є типовими смаками, які можна знайти в Йорданії.
Суміш спецій під назвою затар містить звичайну місцеву траву під назвою сумах, яка дико росте в Йорданії та тісно пов'язана з Йорданією та іншими країнами Близького Сходу.
Йогурт зазвичай подається разом із їжею і сам по собі є звичайним інгредієнтом; зокрема, джамід, форма сухого йогурту, є унікальною для йорданської кухні та основним інгредієнтом менсафа національної страви Йорданії, і символу йорданської культури щедрості.
Ще одна відома м'ясна страва в Йорданії — зарб. Він особливо популярний у районах, населених племенами бедуїнів, таких як Петра та пустеля Ваді-Рам, де його зазвичай подають туристам. Зарб готується в зануреній печі під назвою табун і вважається делікатесом. Він складається з добірного м'яса (зазвичай курки та баранини), овочів (цукіні, баклажани, морква, картопля) і подається з рисом і різними мезе, такими як салат табуле.
Всесвітньо відомі страви, які є поширеними та популярними щоденними закусками в Йорданії, становлять хумус, який є пюре з нуту, змішаного з тахіні, лимоном і часником, і фалафель, смажену у фритюрі кульку або котлети з меленого нуту.
Типове мезе включає такі продукти як кіббех, лабане, бабагануш, табуле, оливки та мариновані огірки. Хліб, рис, фріке та булгур відіграють важливу роль у йорданській кухні.
До популярних десертів належать пахлава, кнафе, халва та катаєф (страва, яку готують спеціально для Рамадану), а також сезонні фрукти, такі як кавуни, інжир і кактусова груша, які подають влітку.
Турецька кава та чай зі смаком м'яти чи шавлії майже всюдисущі в Йорданії. Арабську каву також зазвичай подають на більш офіційних заходах.
Мусульманам Йорданії вживання свинини заборонено згідно з шаріатом, ісламським законом.

## Історія
Йорданська кухня є частиною левантійської кухні та має багато рис і схожості з кухнею Лівану, Палестини та Сирії, часто з деякими місцевими варіаціями. Загалом на йорданську кухню вплинули історичні зв'язки з кухнею Туреччини та колишньої Османської імперії. На йорданську кухню також вплинули кухні груп, які оселилися в сучасній Йорданії, зокрема вірмени, черкеси, іракці, палестинці та сирійці.
Їжа є дуже важливим аспектом йорданської культури. У селах трапеза є громадською подією за участю найближчих і великих родичів. Крім того, йорданці зазвичай використовують їжу, щоб висловити свою гостинність і щедрість. Йорданці з великою гордістю обслуговують сім'ю, друзів і гостей у своїх домівках, незважаючи на скромні їхні кошти. «Йорданське запрошення» означає, що від людини нічого не приносять і їдять усе.
Святкування в Йорданії відзначають стравами йорданської кухні, які розкладають і подають гостям. Такі звичаї, як весілля, народження дитини, похорони, дні народження та особливі релігійні та національні церемонії, такі як Рамадан і День незалежності Йорданії, вимагають чудової їжі, яка подається гостям. На святкування народження дитини гостям зазвичай подають каравію, пудинг зі смаком кмину.

## Йорданська кулінарія

### Основні страви

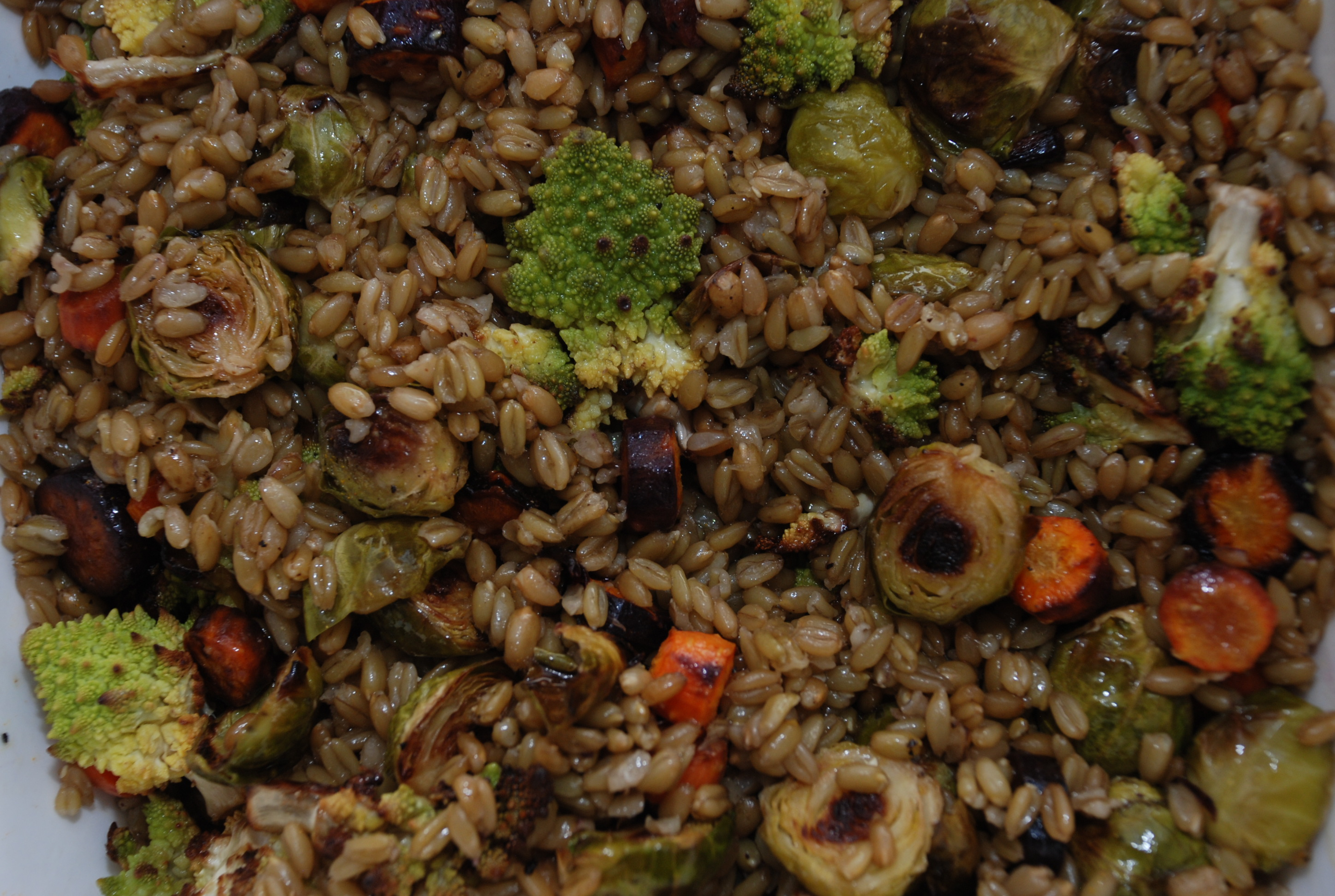
Фріке з печеними овочами

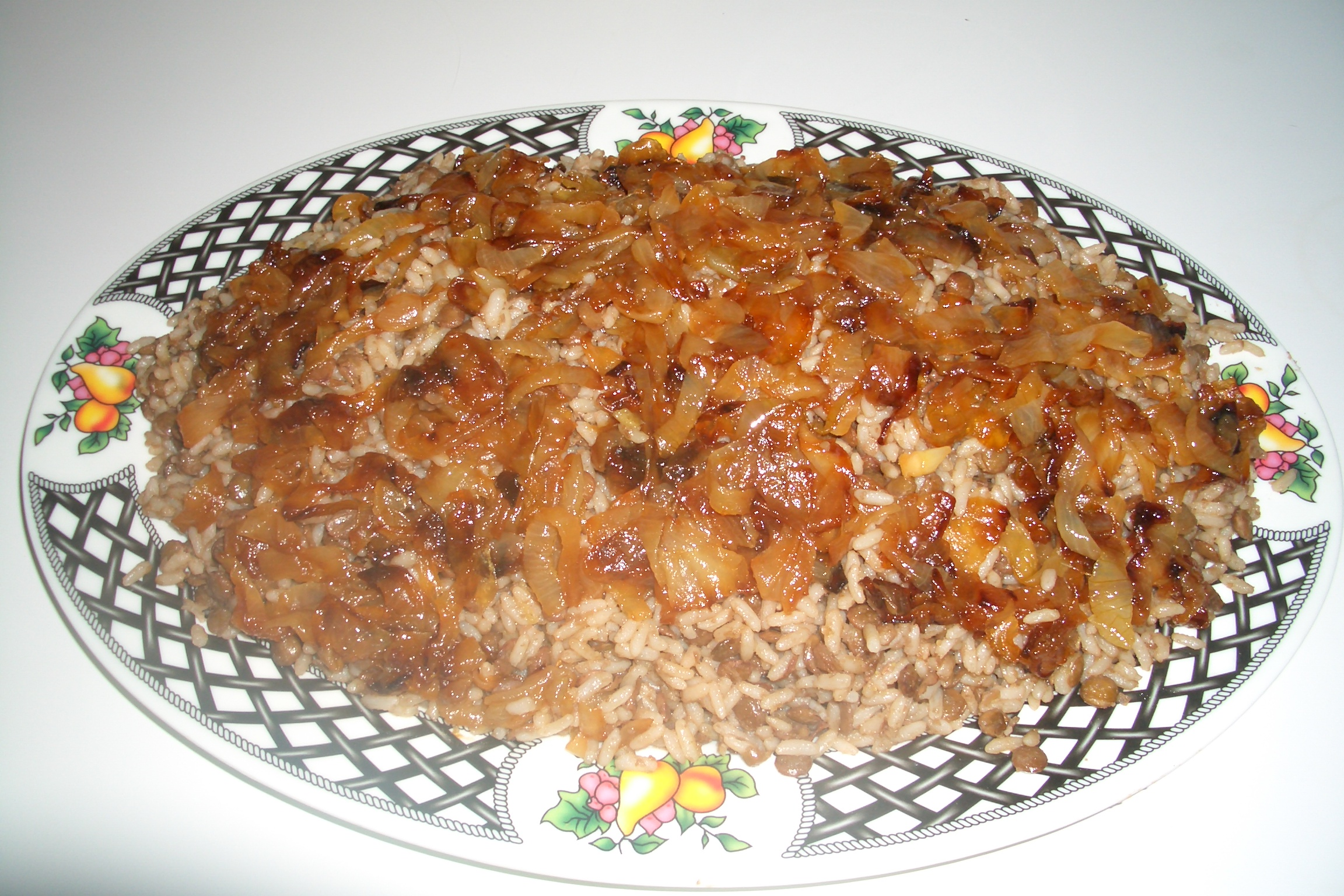
Муджаддара

| Назва                                                | Опис |
| ---------------------------------------------------- | --- |
| Аль-рашуф (الرشوف)                                   | Зимова їжа, що складається з пшеничного борошна грубого помелу, сочевиці та йогурту, популярна в північній Йорданії. |
| Shishbarak (ششبرك)                                   | Також відомий як джошпара. Різновид пельменів або страви jiaozi. Після начинки яловичим фаршем і спеціями тонкі шматочки пшеничного тіста готуються з джамідом, а потім подаються гарячими. Інша назва цієї страви — шишбарак. |
| Бамія (بامية)                                        | Бамія, приготована з томатним соусом і цибулею, подається з рисом і бараниною. |
| Бургул ахмар (البرغل الأحمر)                         | Булгур, приготований в томатному соусі, подається із птицею. |
| Бургул біз-зиет (برغل بالزيت)                        | Булгур, приготований на оливковій олії, подається з птахом. |
| Фасуля бейда (الفاصوليا البيضاء)                     | Білу квасолю готують у томатному соусі і подають з рисом. |
| Фасуля хадра (فاصوليا خضراء)                         | Струкова квасоля, приготована в томатному соусі, подається з рисом. |
| Фаттех (الفتّه)                                       | Стопка хубз (хліб), увінчана зцідженим йогуртом, пропареним нутом і оливковою олією, подрібненими та змішаними. |
| Фрікех (فريكة)                                       | Подається до птиці або м'яса. М'ясо обсмажують на олії і тушкують з водою, сіллю і корицею. Потім сушений коріандр змішують з фрікехом і варять.                                                                               |
| Галаєт бандора (قلاية بندورة)                        | Помідори, пасеровані та тушковані з цибулею, оливковою олією, сіллю та гострим перцем, їх можна подавати з рисом, але в Йорданії їх частіше їдять із хлібом.                                                                   |
| Haneeth (фарширований баранчик) (محشوة الضأن الرضيع) | Популярна страва в Йорданії, яку люди люблять як велику та важку їжу. Він складається із смаженої баранини, фаршированої рисом, подрібненою цибулею, горіхами та родзинками.                                                   |
| Кабса (الكبسة)                                       | Готується із суміші прянощів, рису (зазвичай довгозернистого, переважно басматі), м'яса та овочів. |
| Кебаб (كباب)                                         | Смажене або на грилі, також відоме як «машаві». Змішане м'ясо, приготоване на грилі, наприклад «кебаб» і «шиш таук». |
| Кюфта b'bandura (كفتة بالبندورة)                     | Приправлений спеціями фарш, запечений у томатному соусі та подається з рисом. |
| Кюфта b'tahini (كفتة الطحينة)                        | М'ясо з спеціями, запечене в морі тахіні, посипане тонко нарізаною картоплею та кедровими горіхами та подане з рисом. |
| Куса махші (كوسا محشي)                               | Рис і фарш, фаршировані в цукіні. Зазвичай подається з куркою та вара' айнаб (також називається давалі). |
| Мафтул (مفتول)                                       | Великі кульки, схожі на кус-кус, гарбанзо квасоля і шматочки курки, зварені на курячому бульйоні. |
| Малфуф (ملفوف)                                       | Рис і фарш, обвалені в листі капусти. |
| Менсаф (المنسف)                                      | Національна страва Йорданії та їхня найвідоміша їжа. «Мансаф» — це традиційна страва з баранини, приготовленої в соусі з ферментованого висушеного йогурту під назвою «Джамід» і подається з рисом або булгуром.               |
| Маклюбе/Маглюба (مقلوبة)                             | Запіканка з шарів рису, овочів і м'яса. Після приготування горщик перевертається догори дном на тарілку, звідси й назва «маклюба», що дослівно перекладається як «догори дном»..                                               |
| Mujaddara (مجدرة)                                    | Запіканка з сочевиці та рису, прикрашена смаженою цибулею |
| Мулухіях (ملوخية)                                    | Листя джуту використовується як овоч. |
| Мусахан (مسخّن)                                       | Страва, що складається зі смаженої курки, запеченої з цибулею, сумахом, запашним перцем, шафраном і смаженими кедровими горішками, подається поверх хліба «табун». Він також відомий як «мухаммар» (араб.: محمر).              |
| Мусака (مسقعة)                                       | У Йорданії готують різноманітні левантійські варіації середземноморської страви. |
| Варак енаб (Сарма) (ورق عنب)                         | Виноградне листя начинене зеленню, фаршем з овочів, м'яса та рису, приготовлене на оливковій олії. Іноді його називають «давалі»..                                                                                             |
| Зарб (زارب)                                          | Бедуїнське барбекю. М'ясо та овочі готуються у великій підземній ямі. |

### Меззе

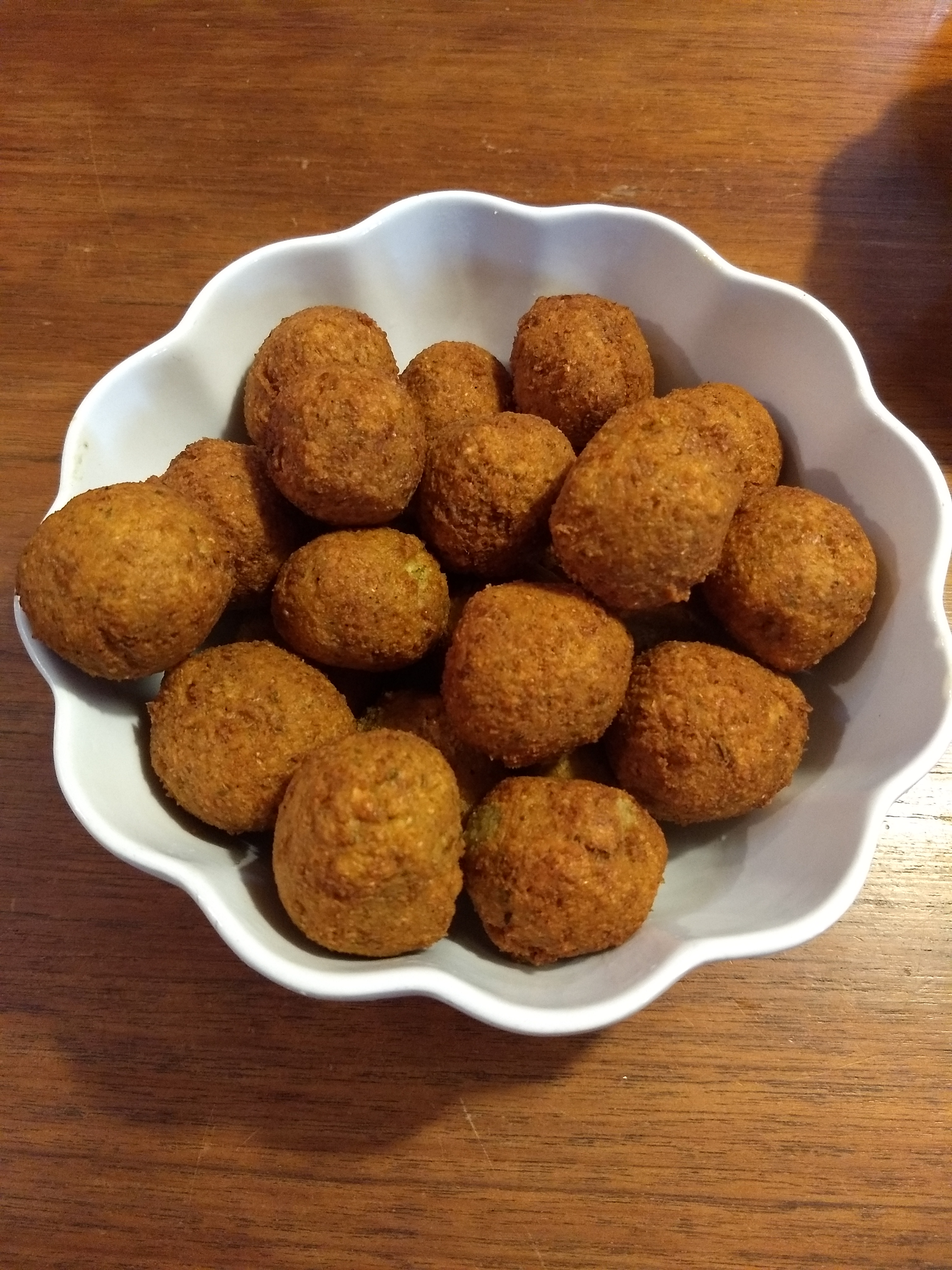
Чаша фалафеля

Безумовно, найдомінантніший стиль харчування в Йорданії, мезе — це невелика тарілка, салат, закуска, їжа в стилі спільноти, доповнена зануренням, замочуванням та іншим зачерпуванням хліба. Тарілки мезе зазвичай розкочують перед більшими основними стравами.
Типове йорданське мезе може включати будь-яку комбінацію з такого:
| Назва                         | Опис |
| ----------------------------- | --- |
| Арабський салат (سلطة عربية)  | Поєднує багато різних овочів і спецій. |
| Бабагануш (بابا غنوج)         | Дрібно нарізані смажені баклажани, оливкова олія, лимонний сік, різні приправи, тахіні. |
| Baqdonsiyyeh (بقدونسية)       | Петрушка змішується з [тахіні]] і лимонний сік, зазвичай подається з морепродуктами. |
| Фалафель (فلافل)              | Кульки зі смаженого нутового борошна та близькосхідних спецій. Занурюється в кожне «мезе», особливо в «хумус». Йорданські кульки фалафель, як правило, мають менші розміри.                                                                                     |
| Фаттуш (فتوش)                 | Салат із підсмажених або смажених шматочків лаваша в поєднанні з зеленню та іншими овочами, такими як салат, редис і помідори. |
| Фул медамес (فول مدمس)        | Подрібнені боби фава подаються з різноманітними начинками, такими як оливкова олія, лимонний сік, петрушка, перець чилі, сумах тощо. |
| Халумі (حلوم)                 | Білий напівм'який сир. Не такий солоний, розсипчастий і сухий, як фета, але схожі. |
| Хумус (حمص)                   | Нут, відварений і змішаний до ідеальної однорідності з пастою «тахіні», часником, оливковою олією та лимонним соком, і, можливо, посипаний невеликою кількістю петрушки.                                                                                        |
| Khobbeizeh (خبيزه)            | Маленька мальва, приготована з оливковою олією. |
| Кіббех (كبة)                  | М'ясний фарш з травами, покритий скоринкою булгуру (подрібнена пшениця), потім обсмажений. За формою нагадує американський футбол. |
| Кіббех labaniyyeh (كبه لبنيه) | Суміш фаршу та булгуру, схожа на звичайний куббе, але відварена з йорданським джамідом. |
| Кіббех nayyeh (كبة نية)       | Суміш фаршу та булгуру, схожа на звичайний «куббе», але м'ясо подається сирим. |
| Лабане джарашійє (لبنه جرشيه) | Літературно «лабане із джерашу». Вершковий йогурт, настільки густий, що його можна намазати на плоскі хліби, щоб зробити бутерброд. |
| Макдус/Maqdous (مكدوس)        | Фаршировані мариновані баклажани, кажуть, підвищують апетит. |
| Манакіш (مناقيش)              | Тісто для коржів зазвичай змащують оливковою олією та затаром суміші спецій. Інші варіанти можуть включати сир або фарш, і в цьому випадку це називається сфіха.                                                                                                |
| Оливкова олія (زيت الزيتون)   | Один із наріжних каменів йорданської кухні. На сніданок йорданці занурюють коржі в оливкову олію, а потім у «затар». |
| Квашені овочі (خضروات مخللة)  | Йорданці люблять маринувати все, що завгодно: моркву, редис, огірки, цвітну капусту та будь-які інші овочі, гідні маринування. Майже в кожному «мезе» є така тарілка.                                                                                           |
| Самоса (سمبوسك)               | Смажені кульки з тіста з начинкою з м'яса, кедрових горіхів і цибулі. |
| Табуле (تبولة)                | Вегетаріанська страва традиційно готується з помідорів, дрібно нарізаної петрушки, м'яти, булгуру та цибулі, приправлене оливковою олією, лимонним соком і сіллю. Деякі варіації додають часник або листя салату, або використовують «кус-кус» замість булгуру. |
| Торші або (Мохааль) (طرشي)    | Певний тип «алхдхарату», змочений у воді та солі в горщику та витягнутий з повітря протягом тижня, такий як огірок і капуста, квітка баклажана, морква, редька, цибуля, лимон, оливки, чилі та квасоля.                                                         |
| Yalanji (يلنجي)               | Тарілка, що складається з листя винограду, фаршированого переважно рисом. |
| Затар (زعتر)                  | Суміш насіння чебрецю і кунжуту. Також можна додати орегано, шавлія або сумах. |
| Zaitun (زيتون)                | Маслина європейська. |

### Салати

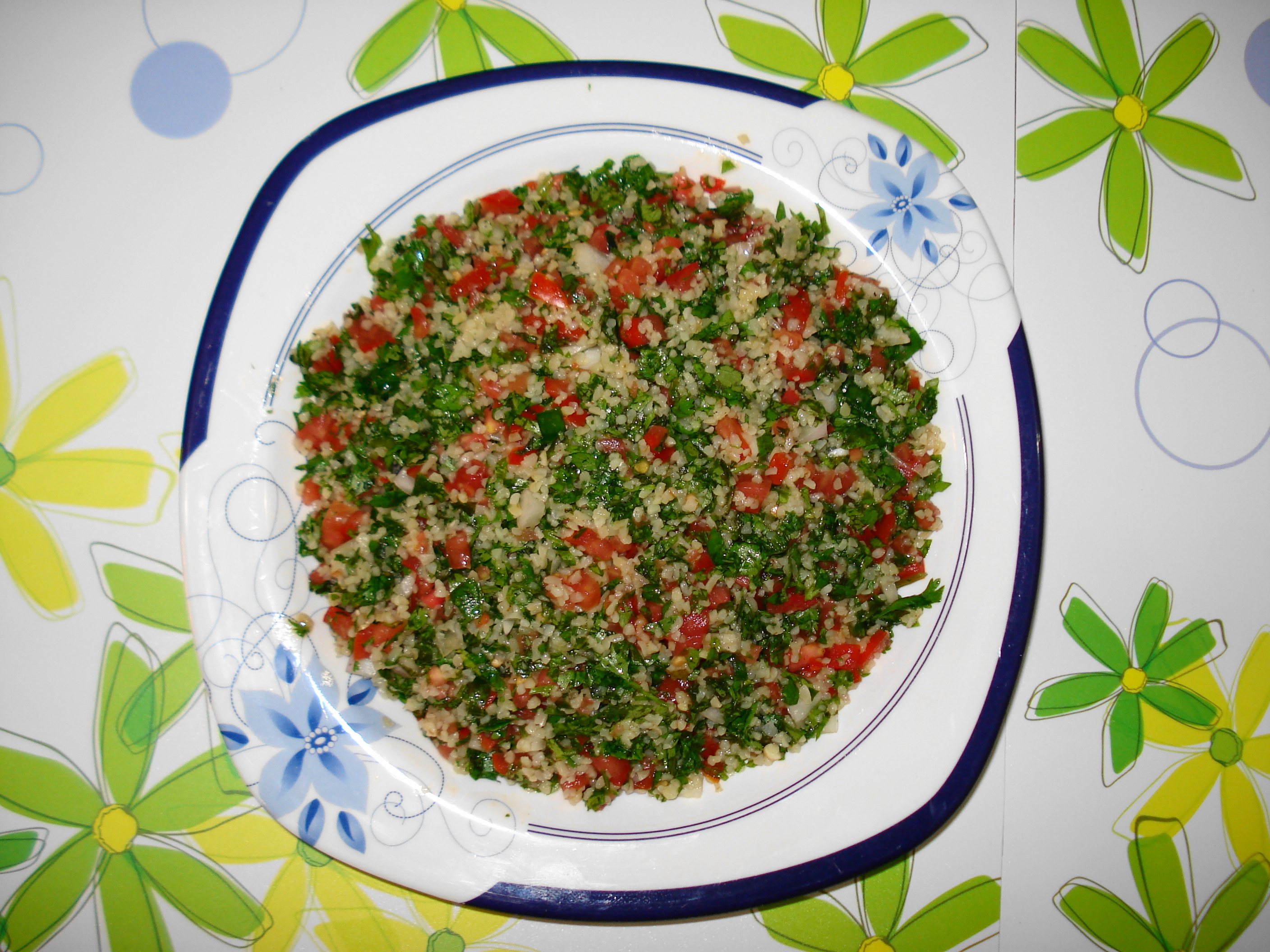
Табуле

| Назва                          | Опис |
| ------------------------------ | --- |
| Арабський салатسلطة) عربية)    | Салат із помідорів, огірків, цибулі, м'яти, оливкової олії та лимонного соку.                                                                                           |
| Бабагануш (بابا غنوج)          | Смажені баклажани, нарізані шматочками і перемішані з помідорами та цибулею.                                                                                            |
| Фаттуш (فتوش)                  | Салат з нарізаних овочів (помідорів, огірків, редиски та ін.), посипаний шматочками сухого або смаженого хліба і заправлений оливковою олією, лимонним соком і сумахом. |
| Оливковий салат (سلطة الزيتون) | Оливки нарізані морквою, зеленим перцем, чилі, заправлені оливковою олією.                                                                                              |
| Рукола (سلطة جرجير)            | Листя руколи (рукола, рукола) в Йорданії досить великі, политі оливковою олією та лимоном.                                                                              |
| Табуле (تبولة)                 | Дрібно нарізану петрушку та м'яту, змішані з булгуром, помідорами, цибулею та приправлені оливковою олією та лимонним соком.                                            |

### Супи
У Йорданії їжу зазвичай починають із супів. Йорданські супи зазвичай називають на честь їх основного інгредієнта, наприклад:
| Назва                      | Опис |
| -------------------------- | --- |
| Сочевичний суп (شوربة عدس) | Подається гарячим. Подрібнена коричнева, червона або зелена сочевиця з курячим або м'ясним бульйоном і декількома видами спецій. Інші інгредієнти можуть включати такі овочі, як морква, картопля, селера, петрушка та цибуля. |
| Суп фріке (شوربة فريكة)    | Подається гарячим. Являє собою суп з Фріке (зелена пшениця), курячим або м'ясним бульйоном і кількома різновидами спецій. |

### Бутерброди
| Назва              | Опис |
| ------------------ | --- |
| Арайес (العرايس)   | Буквально означає «наречена», ara'yes — гострі бутерброди з коржами з фаршу, запечені в духовці.                                                                  |
| Фалафель (فلافل)   | Свіжий хліб, начинений або загорнутий фалафелем, хумусом, помідорами та солоними огірками.                                                                        |
| Манагіш (مناقيش)   | Хліб табун, политий затаром і оливковою олією. |
| Моаджанат (معجنات) | Пиріжки з сирною начинкою, шпинатом, заатаром або яловичиною. |
| Самбусак (سمبوسك)  | Смажені кульки з тіста з начинкою з сиру або м'яса з кедровими горішками та цибулею.                                                                              |
| Сфіха (صفيحة)      | Лепіка з яловичим фаршем і червоним перцем. |
| Шаурма (الشاورما)  | Курятина, баранина або яловичина з травами та спеціями на веретені, нарізані скибочками, а потім загорнуті в корж, подаються з овочами, тахіні та гострим соусом. |

### Хліб
- Абуд — щільний бездріжджовий традиційний йорданський бедуїнський корж, який випікають прямо в дровах, закопуючи в попіл і покриваючи гарячим вугіллям.
- Каак (كعك) — традиційний йорданський хліб, що готують переважно у формі великого листа або кільця та покритий кунжутом.
- Карадіш — традиційний йорданський хліб із кукурудзи.
- Хубз (خبز, лаваш): буквально «загальний» хліб з кишенею.
- Шрак — традиційний бедуїнський хліб, популярний в Йорданії та регіоні в цілому. Його кидають до великої рідкості, а потім кидають на розпечену залізну сковороду під назвою садж, яка має форму перевернутого воку. Також відомий як маркук (خبز).[16]
- Табун (خبز طابون‎) — обгортка з коржів, яка використовується в багатьох кухнях. Його традиційно запікають у печі табун і їдять з різними начинками. Також відомий як хліб лаффа, він продається як вулична їжа, начинений хумусом, фалафелем або нарізаним м'ясом.

### Солодощі
- Пахлава (بقلاوة) — десерт, який готується з тонких шарів тіста, наповненого подрібненими горіхами та просоченого медом або сиропом.
- Халва (حلوى) — близькосхідний кондитерський виріб із кунжутного борошна та молока, змішаних з іншими інгредієнтами, зазвичай з фісташками.
- Кнафе (كُنافة) — сирне тісто з подрібненого філо, просоченого цукровим сиропом.
- Катаєф (قطايف) — солодкий вареник із начинкою з вершків і фісташок. Споживають під час Рамадану.
- Варбат (وربات) — випічка з тонких шарів філо, наповнених заварним кремом. Часто їдять протягом місяця Рамадан.

### Напої
- Кава по-арабськи (Qahwa sada, قهوة عربية) — як правило, царство бедуїнів, складається з мелених смажених на вогні зерен і кардамону, нарізаних тонкими порціями, які подаються розміром з еспресо.
- Лаймово-м'ятний сік — складається з лимона і м'яти.
- Камар ад-Дін (قمر الدين‎) — абрикосовий сік, який зазвичай подають у Рамадан.
- Сахлаб (سحلب) — кип'ячене молоко з крохмалем з бульб орхіса, посипане подрібненим кокосом і корицею.
- Shaneeneh (شنينة) — освіжаючий йорданський напій, складається з солоно-кислого витриманого йогурту з козячого молока, який подається холодним.
- Тамар гінді (تمر هندي) — дуже популярний кисло-солодкий напій Рамадану, виготовлений із соку тамаринда.
- Чай (شاي أسود) — зазвичай чорний чай, зазвичай приправлений нана (м'ята) або мерамійє (шавлія) з великою кількістю цукру. Альгазалін і Lipton є найпопулярнішими марками чаю в Йорданії.[17][18]
- Кава по-турецьки (قهوة تركية) — значно міцніша за свого арабського брата. Вода нагрівається в металевій чашці з довгою ручкою, і гуща (і будь-який цукор) змішується, поки суміш вариться на газовому полум'ї до кипіння.